# Schloss Altenschönbach

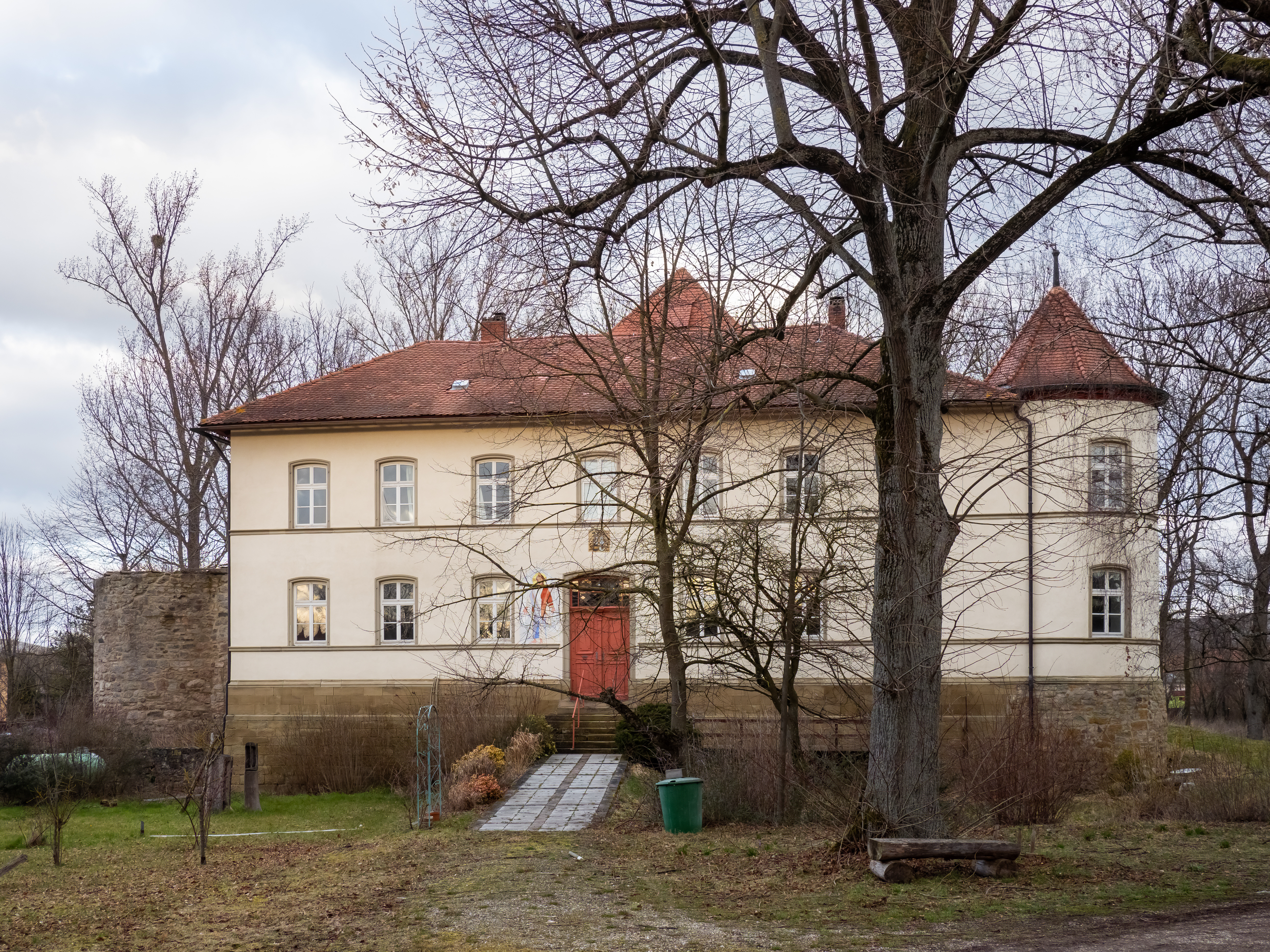
Schloss Altenschönbach

Das Schloss Altenschönbach ist ein ehemaliger Adelssitz im Prichsenstädter Ortsteil Altenschönbach im Landkreis Kitzingen in Unterfranken. Die Anlage wird heute von der Familie von Crailsheim bewohnt.

## Geschichte
Der Vorgängerbau des Schlosses war eine mittelalterliche Höhenburg. Von der Anlage hat sich nur noch der Burghügel erhalten. Er befindet sich 2000 Meter südöstlich der Pfarrkirche im Wald Bollenschlag. Hier hatten die Grafen von Castell einen Nebensitz, die die Burg vom Hochstift Würzburg zu Lehen erhalten hatten. Unter Graf Wilhelm II. zu Castell verloren die Grafen ihre Besitzungen im Ort. 
Mit dem Spätmittelalter wurde der Adelssitz des Dorfes ins Zentrum des Ortes verlegt. Zunächst hatten die Herren von Thüngfeld die Wasserburg inne. Sie sind im Jahr 1440 nachgewiesen. Ihnen folgte Martin Kotner nach. Im Anschluss kam die Burganlage im Jahr 1442 an die Herren von Esel, die bis 1543 herrschen sollten. Im Jahr 1525 wurde das Schloss im Dorf von den aufständischen Bauern im Deutschen Bauernkrieg niedergebrannt.
Im Jahr 1543 erwarb Freiherr Wolfgang von Crailsheim das Dorf und die Ruine. Er forcierte den Wiederaufbau der zerstörten Anlage. Nun sollte kein Besitzerwechsel mehr das Schloss betreffen: Bis heute bewohnt die Familie von Crailsheim das Schloss. Im Jahr 1847 wurden dennoch weitreichende Veränderungen an der Anlage vorgenommen. Der Wassergraben wurde zugeschüttet ebenso erneuerte man 1848 das große Wohngebäude, das den Mittelpunkt der Schlossanlage bildet.
Während die heutige Schlossanlage vom Bayerischen Landesamt für Denkmalpflege als Baudenkmal eingeordnet wird, sind die Reste von Vorgängerbauten im Boden als Bodendenkmal eingetragen.

## Beschreibung
Die Schlossanlage besteht aus einem Konvolut unterschiedlichster Bauteile aus verschiedenen Epochen. Es wurde mit einem unregelmäßigen Vieleck-Grundriss errichtet. Der ehemalige Graben ist noch deutlich sichtbar, aber bereits seit dem 19. Jahrhundert nicht mehr wasserführend. Die Ringmauer ist dagegen noch vollständig erhalten und an manchen Stellen bis zu 12 Meter hoch. Sie grenzt den Schlossbereich vom Dorf ab.
Im südlichen Bereich hat sich ein dreigeschossiger Rundturm mit Gurtgesimsen erhalten. Er wird von einem Kegeldach abgeschlossen. Sein früheres Pendant auf der nördlichen Seite ist nur noch als Ruine zu erkennen. Den Mittelpunkt des Schlosses bildet ein quadratischer, bergfriedartiger Turm der, der spätgotischen Erneuerung des 16. Jahrhunderts entstammt. Er weist drei Geschosse auf und schließt nach oben mit einem langgezogenen, hohen Walmdach ab. Im Inneren weist er im Untergeschoss Tonnengewölbe auf, während die oberen Geschosse balkengedeckt sind.
Neuestes Element der Anlage ist das zweigeschossige Wohnhaus aus dem 19. Jahrhundert an der Ostseite. Ihm wurde ein runder Treppenturm zur Seite gestellt. Beim Bau des Gebäudes wurden die älteren Mauern miteinbezogen. Das Gebäude weist sieben Fensterachsen auf. Ein Portal auf der Westseite zeigt ein Allianzwappen der Crailsheim und Geyer. Das Wappen wiederholt sich am Hoftor in der südöstlichen Ecke der Ringmauer.